# Saint-Jean-des-Champs
Saint-Jean-des-Champs település Franciaországban, Manche megyében. Lakosainak száma 1521 fő (2022. január 1.). Saint-Jean-des-Champs Hudimesnil, Coudeville-sur-Mer, Folligny, La Lucerne-d’Outremer, Saint-Aubin-des-Préaux, Saint-Pierre-Langers, Saint-Planchers és Saint-Sauveur-la-Pommeraye községekkel határos.

## Népesség
A település népessége az elmúlt években az alábbi módon változott:
| Lakosok száma | 545  | 873  | 989  | 1259 | 1361 | 1388 | 1410 | 1443 | 1471 | 1521 |
|               | 1968 | 1982 | 1990 | 2006 | 2013 | 2015 | 2017 | 2019 | 2020 | 2022 |